# Shilin Linchang (bondby i Kina, Heilongjiang Sheng, lat 48,46, long 129,39)
Shilin Linchang (kinesiska: 石林林场) är en bondby i Kina. Den ligger i provinsen Heilongjiang, i den nordöstra delen av landet, omkring 370 kilometer nordost om provinshuvudstaden Harbin. Antalet invånare är 195. Befolkningen består av 92 kvinnor och 103 män. Barn under 15 år utgör 2,0 %, vuxna 15-64 år 80 %, och äldre över 65 år 16,0 %.
Runt Shilin Linchang är det ganska glesbefolkat, med 40 invånare per kvadratkilometer. Närmaste större samhälle är Tanglin Linchang, 19,5 km sydost om Shilin Linchang. I omgivningarna runt Shilin Linchang växer i huvudsak blandskog.
Genomsnittlig årsnederbörd är 1 017 millimeter. Den regnigaste månaden är juli, med i genomsnitt 253 mm nederbörd, och den torraste är januari, med 11 mm nederbörd.